# Elba (sziget)
Elba (latinul Ilva) sziget a Földközi-tengerben, az Olaszországhoz tartozó Toszkán-szigetek közül a legnagyobbik. Lakosainak száma meghaladja a 30 000 főt. Közigazgatási központja Portoferraio. 

## Földrajz
A harmadik legnagyobb olasz sziget Korzikától 49,9 km-re keletre, az Appennini-félszigettől nyugatra, a Tirrén-tengerben található. A szigetet a 12,5 km szélességű Piombino-tengerszoros választja el a szárazföldtől. Közelítőleg K-Ny irányban húzódik. Partvonala 147 km hosszú, területe 223,5 km². 
Felszínét egy kelet-nyugati irányú hegylánc uralja, mely ókori palákból és szerpentin kőzetből áll, de nyugati része harmadkori gránit. A hegylánc legmagasabb csúcsa az 1019 méter magas Monte Capanne. A sziget partjai meredeken futnak le a Tirrén-tengerre. Az éves átlaghőmérséklet 15,7 °C.

## Történelem
Már az etruszkok lakták és egy vasércbányát műveltek a szigeten, melyben a termelést csak 1982-ben szüntették meg és a bányát bezárták. A 11. században Pisa birtokában volt. 1290-ben elvették a genovaiak, később egy spanyol Sora herceg hűbéri tulajdona lett. A sziget egy kis északi területe ekkor a Medici-család birtoka, akik a 16. században a toszkánai Szent István Lovagrendnek adományozták. 1736-ban a Nápolyi Királyság vette birtokba, míg 1801-ben Bonaparte Napóleon foglalta el, aki feloszlatta a lovagrendet.
1814-ben Napóleon kapta meg felségjogokkal, és a hatalomból való kényszerű távozása után a szigeten tartózkodott 1814. május 4-étől 1815. február 26-áig. A szigetet a bécsi kongresszus határozata alapján 1816-ban a Toszkánai Nagyhercegséghez csatolták.
1860-tól az egységes Olaszország része lett. A második világháborúban a sziget felszabadítására érkező francia csapatok 1944. június 17-én értek partot.

## Közigazgatás
A sziget nyolc községre van felosztva.
| Község          | Népesség (fő, 2018) |
| --------------- | ------------------- |
| Campo nell’Elba | 4869                |
| Capoliveri      | 4036                |
| Marciana        | 2121                |
| Marciana Marina | 1966                |
| Porto Azzurro   | 3740                |
| Portoferraio    | 11 955              |
| Rio Marina      | 2211                |
| Rio nell’Elba   | 1083                |

## Gazdasága
Már a római korban fontos vasércbányászati helyszín. Lakói közül többen tintahal-halászattal foglalkoztak. A sziget keleti, alacsonyabban fekvő részén füge-, mandula- és olajfa-ültetvények vannak, valamint szőlőskerteket művelnek. Jelentős az idegenforgalom, melynek főbb üdülőhelyei: Procchio, Marciana és Marina di Campo. Megközelíthető a szárazföldről komppal, Piombinóból. Úthálózata mintegy 120 km hosszban van kiépítve. Rendszeres hajójárat köti össze Livorno, Genova és Bastia városok kikötőivel. La Pila városka mellett (a sziget közepén) van a Marina di Campo repülőtér. A szigeten több mint 8000 szállodai férőhely, 2300 bérelhető rezidencia és 10 000 kempinghely van.

## Látnivalók

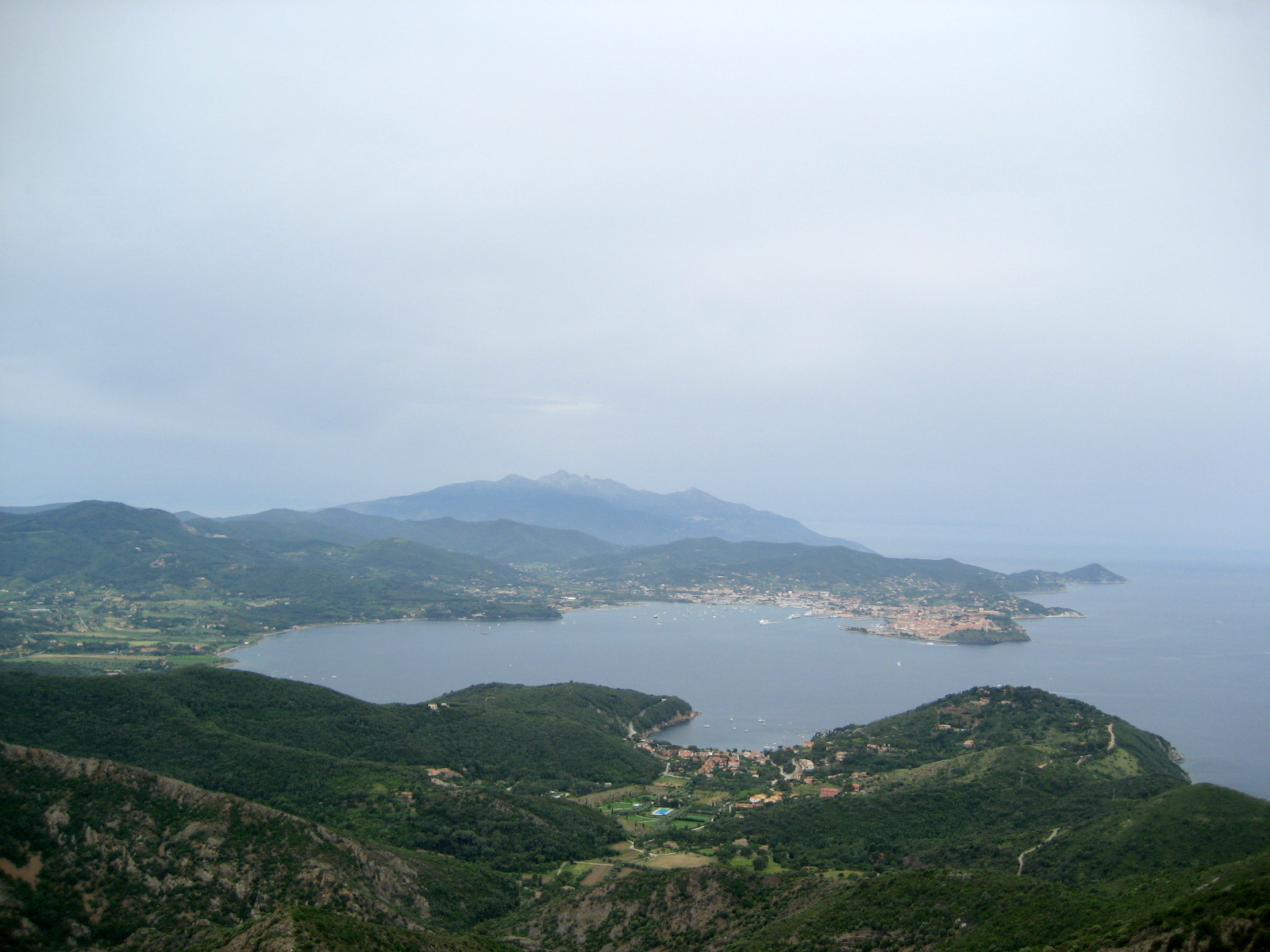
Portoferraio öble a sziget északi-középső részén

- Turistáknak szervezett kirándulások kisvasúttal
- Archeológiai múzeum Portoferraióban
- Geológiai tanösvények
- Több ásványtani múzeum
- Bányászati múzeum (olaszul Piccola Miniera) Porto Azzurróban. A sziget bányászatának történelmét mutatja be, s ezenkívül ásványgyűjteménnyel is rendelkezik.
- Napóleon rezidenciája Portoferraióban
- A főszezonban több kulturális programot és fesztivált szerveznek.

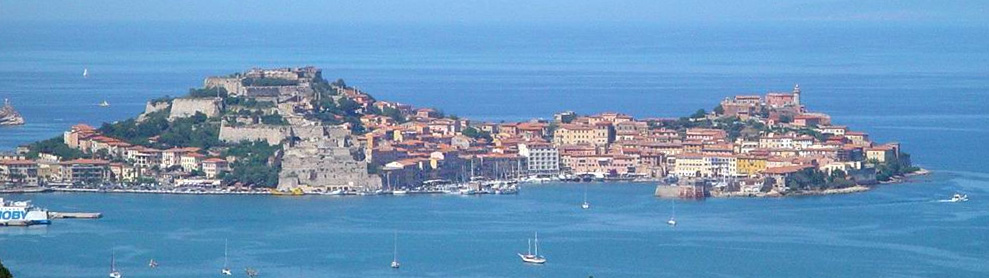
Portoferraio látképe